# Mimaletis postica
Mimaletis postica är en fjärilsart som beskrevs av Walker 1869. Mimaletis postica ingår i släktet Mimaletis och familjen mätare. Inga underarter finns listade i Catalogue of Life.